# Brebeni
Brebeni est une commune roumaine située dans le județ d'Olt.